# Circuito Sollube
Le Circuito Sollube est une course cycliste espagnole disputée au mois de septembre autour de Bermeo, dans la communauté autonome du Pays basque. Réservée aux coureurs espoirs (moins de 23 ans), elle figure au calendrier du Torneo Lehendakari.
La première édition de l'épreuve remonte à 1925.

## Palmarès depuis 1991
| Année | Vainqueur                | Deuxième               | Troisième               |
| ----- | ------------------------ | ---------------------- | ----------------------- |
| 1991  | Imanol Galarraga         |                        |                         |
| 1992  | Iñaki Murua              |                        |                         |
| 1993  | Juan María Galdós        |                        |                         |
| 1994  | Erkaitz Elkoroiribe (es) |                        |                         |
| 1995  | Javier Otxoa             |                        |                         |
| 1996  | Óscar Negrete            |                        |                         |
| 1997  | Óscar Freire             |                        |                         |
| 1998  | Josu Isasi               | Óscar García Lago      | Íñigo Urretxua          |
| 1999  | Óscar García Lago        |                        |                         |
| 2000  | Antonio Martín Rodríguez |                        |                         |
| 2001  | Mikel Elgezabal (es)     | Antonio Alcañiz        | Iñigo Urretxua          |
| 2002  | Unai Elorriaga           | Jorge García Marín     | Daniel Aguado           |
| 2003  | Iban Mayoz               | Koldo Fernández        | Alan Pérez              |
| 2004  | Alan Pérez               | David Pérez Íñiguez    | Rubén Pérez             |
| 2005  | Carlos Abellán (es)      | Beñat Intxausti        | Javier Etxarri          |
| 2006  | Fabricio Ferrari         | Eritz Ruiz de Erentxun | Javier Iriarte          |
| 2007  | Rubén Reig               | Eloy Carral            | Higinio Fernández       |
| 2008  | Egoitz García            | Rubén Palacios         | Jon Pardo (es)          |
| 2009  | Arturo Ariño             | Florentino Márquez     | Ion Izagirre            |
| 2010  | Enrique Sanz             | Borja Abásolo          | Julen Mitxelena         |
| 2011  | Karol Domagalski         | Marcos Miguel          | Josué Moyano            |
| 2012  | Jesús del Pino           | Antonio Molina         | Rubén Fernández Andújar |
| 2013  | Antonio Pedrero          | Jaime Rosón            | Jon Iriarte             |
| 2014  | Jaime Rosón              | Arnau Solé             | Ander Plazaola          |
| 2015  | Julen Amézqueta          | Jonathan Lastra        | Ahetze Arratibel        |
| 2016  | Héctor Carretero         | Julián Barrientos      | Xavier Cañellas         |
| 2017  | Marc Buades              | Xavier Cañellas        | Txomin Juaristi         |